# Bocquegney
Bocquegney est une commune française située dans le département des Vosges en région Grand Est.

## Géographie
La commune est à 4,7 km de Darnieulles, 5,4 de Circourt, 13,6 d’Épinal et 19,1 de Mirecourt

### Géologie et relief
Sources documentaires :
Identification, par univ-lorraine.fr/
Carte géologique de la France. Epinal et environs, Morphologie et tectonique, par le Bureau de recherches géologiques et minières (BRGM).
Les risques naturels, Dossier Départemental des Risques Majeurs Département des Vosges.

### Localisation

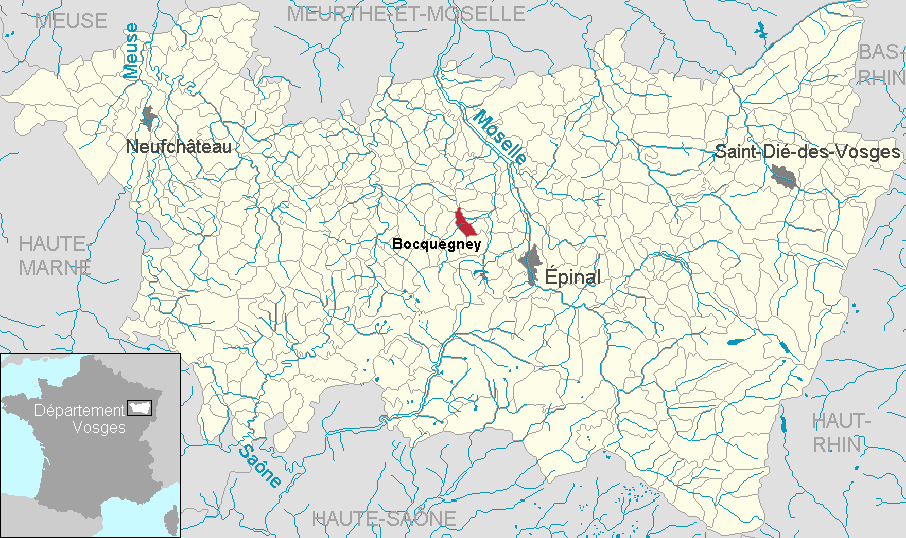
Localisation dans le département.

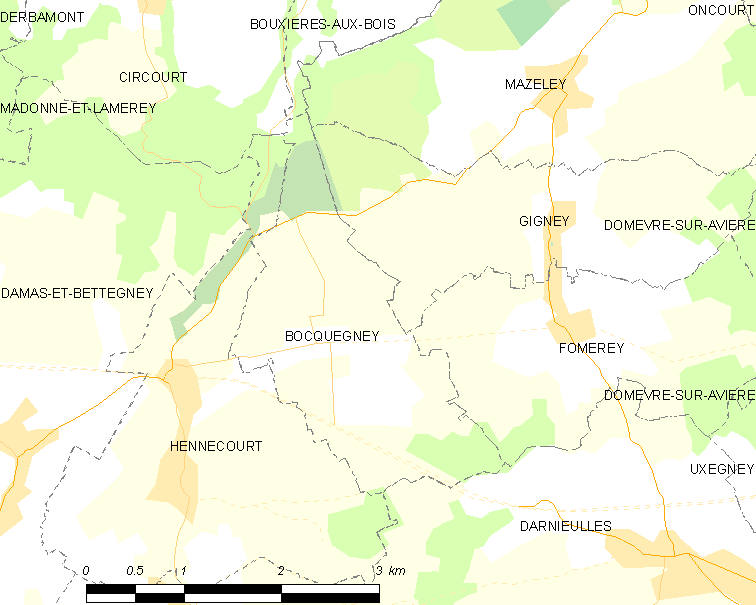
Situation géographique de Bocquegney.

### Communes limitrophes

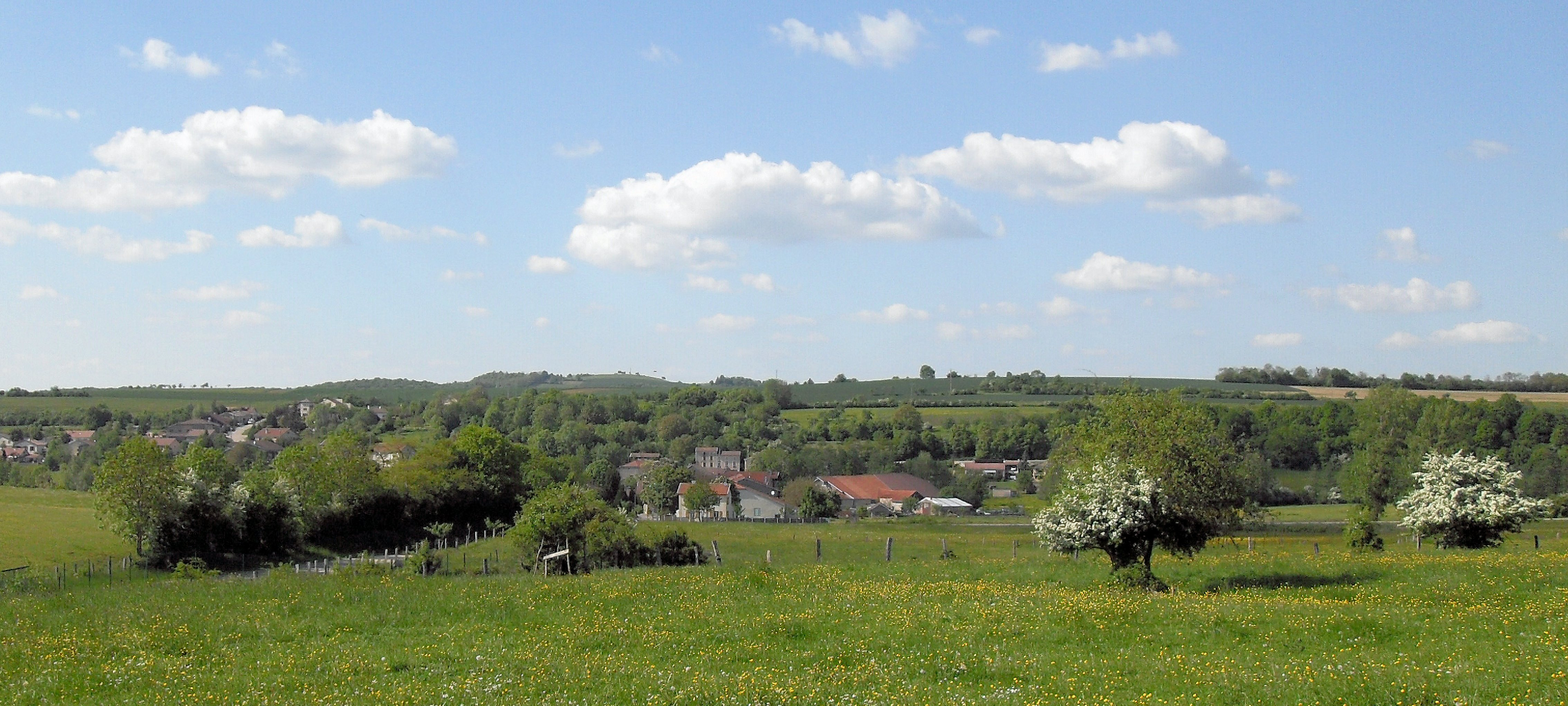
Vue depuis le sud sur Bocquegney.

### Hydrographie et les eaux souterraines
Hydrogéologie et climatologie : Système d’information pour la gestion des eaux souterraines du bassin Rhin-Meuse :
Territoire communal : Occupation du sol (Corinne Land Cover); Cours d'eau (BD Carthage),
Géologie : Carte géologique; Coupes géologiques et techniques,
 Hydrogéologie : Masses d'eau souterraine; BD Lisa; Cartes piézométriques.

#### Réseau hydrographique
La commune est située dans le bassin versant du Rhin au sein du bassin Rhin-Meuse. Elle est drainée par Ru Julot et le ruisseau de Desainchamp,.

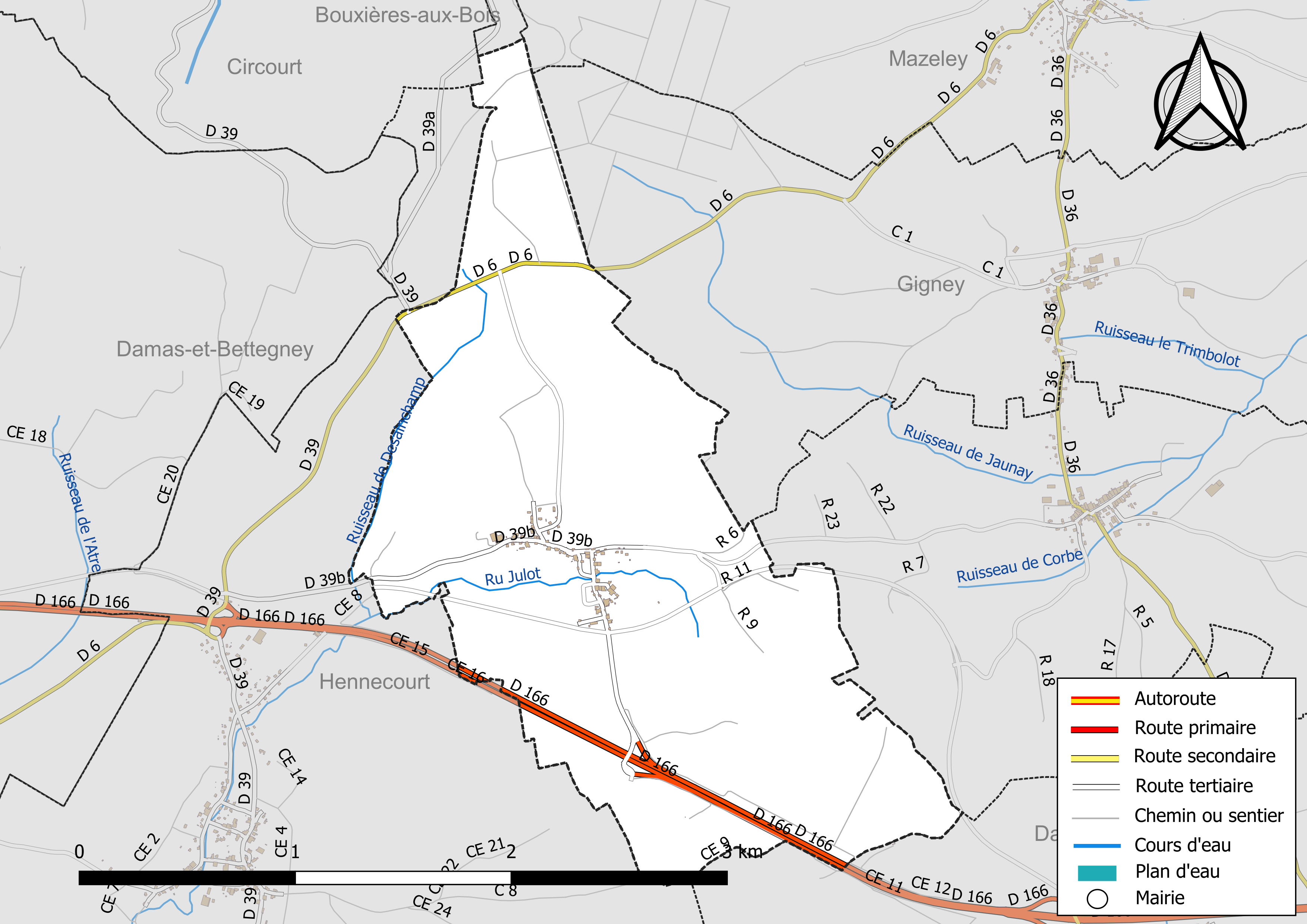
Réseaux hydrographique et routier de Bocquegney.

#### Gestion et qualité des eaux
Le territoire communal est couvert par le schéma d'aménagement et de gestion des eaux (SAGE) « Nappe des Grès du Trias Inférieur ». Ce document de planification, dont le territoire comprend le périmètre de la zone de répartition des eaux de la nappe des Grès du trias inférieur (GTI), d'une superficie de 1 497 km2,  est en cours d'élaboration. L’objectif poursuivi est de stabiliser les niveaux piézométriques de la nappe des GTI et atteindre l'équilibre entre les prélèvements et la capacité de recharge de la nappe. Il doit être cohérent avec les objectifs de qualité définis dans les SDAGE Rhin-Meuse et Rhône-Méditerranée. La structure porteuse de l'élaboration et de la mise en œuvre est le conseil départemental des Vosges.
La qualité des eaux de baignade et des cours d’eau peut être consultée sur un site dédié géré par les agences de l’eau et l’Agence française pour la biodiversité.

### Climat
Pour des articles plus généraux, voir Climat du Grand Est et Climat des Vosges.
En 2010, le climat de la commune est de type climat des marges montargnardes, selon une étude du Centre national de la recherche scientifique s'appuyant sur une série de données couvrant la période 1971-2000. En 2020, Météo-France publie une typologie des climats de la France métropolitaine dans laquelle la commune est exposée à un climat semi-continental et est dans la région climatique Lorraine, plateau de Langres, Morvan, caractérisée par un hiver rude (1,5 °C), des vents modérés et des brouillards fréquents en automne et hiver.
Pour la période 1971-2000, la température annuelle moyenne est de 9,6 °C, avec une amplitude thermique annuelle de 17,1 °C. Le cumul annuel moyen de précipitations est de 1 025 mm, avec 12,8 jours de précipitations en janvier et 10 jours en juillet. Pour la période 1991-2020, la température moyenne annuelle observée sur la station météorologique de Météo-France la plus proche, « Dommartin-aux-Bois_sapc », sur la commune de Dommartin-aux-Bois à 7 km à vol d'oiseau, est de 10,6 °C et le cumul annuel moyen de précipitations est de 908,9 mm. 
La température maximale relevée sur cette station est de 39,4 °C, atteinte le 25 juillet 2019 ; la température minimale est de −17,5 °C, atteinte le 20 décembre 2009,,.
Les paramètres climatiques de la commune ont été estimés pour le milieu du siècle (2041-2070) selon différents scénarios d'émission de gaz à effet de serre à partir des nouvelles projections climatiques de référence DRIAS-2020. Ils sont consultables sur un site dédié publié par Météo-France en novembre 2022.

## Urbanisme

### Typologie
Au 1er janvier 2024, Bocquegney est catégorisée commune rurale à habitat dispersé, selon la nouvelle grille communale de densité à sept niveaux définie par l'Insee en 2022.
Elle est située hors unité urbaine. Par ailleurs la commune fait partie de l'aire d'attraction d'Épinal, dont elle est une commune de la couronne,. Cette aire, qui regroupe 118 communes, est catégorisée dans les aires de 50 000 à moins de 200 000 habitants,.

### Occupation des sols
L'occupation des sols de la commune, telle qu'elle ressort de la base de données européenne d’occupation biophysique des sols Corine Land Cover (CLC), est marquée par l'importance des territoires agricoles (84,1 % en 2018), une proportion identique à celle de 1990 (84,1 %). La répartition détaillée en 2018 est la suivante : 
terres arables (59,3 %), prairies (24,9 %), forêts (15,9 %). L'évolution de l’occupation des sols de la commune et de ses infrastructures peut être observée sur les différentes représentations cartographiques du territoire : la carte de Cassini (XVIIIe siècle), la carte d'état-major (1820-1866) et les cartes ou photos aériennes de l'IGN pour la période actuelle (1950 à aujourd'hui).

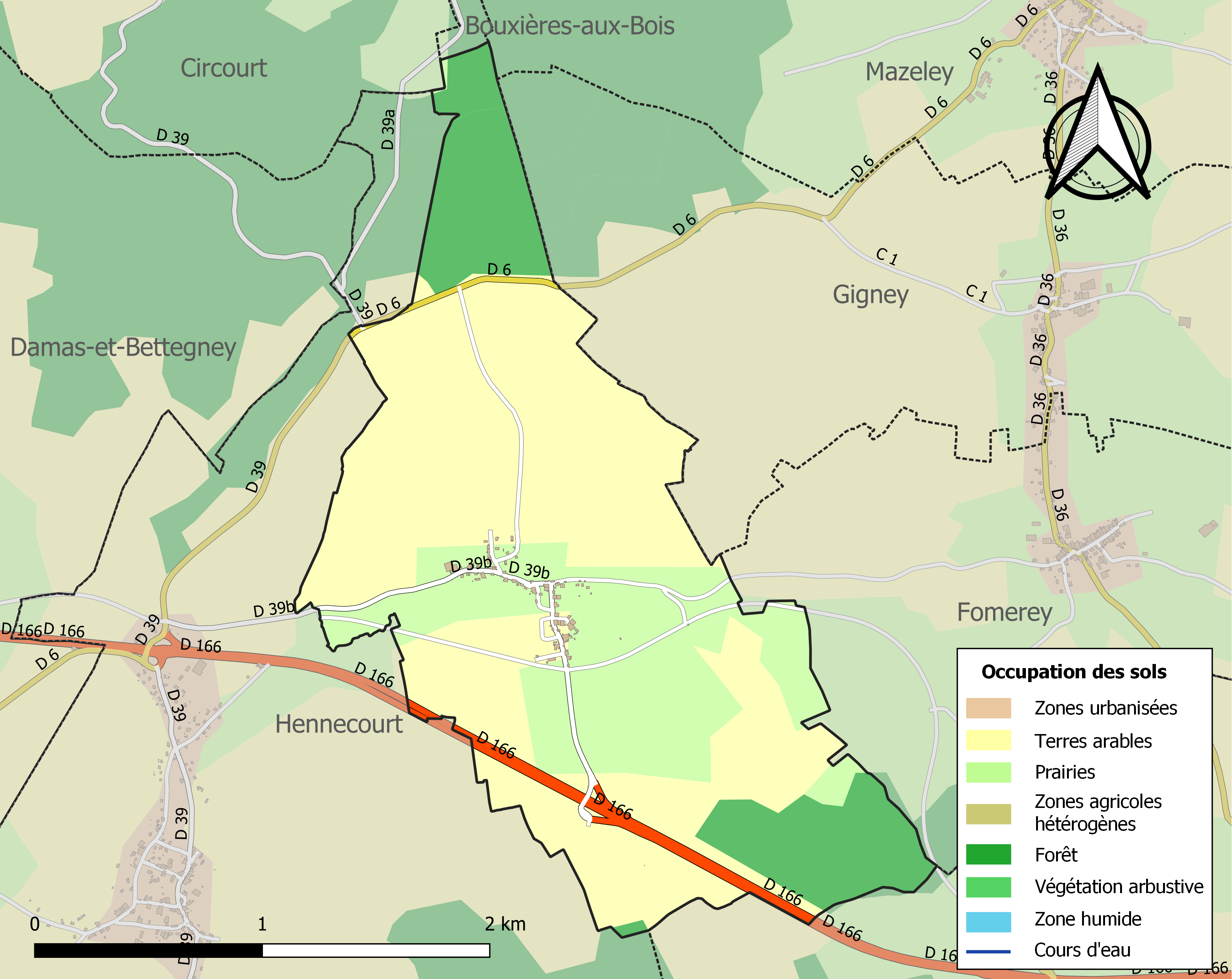
Carte des infrastructures et de l'occupation des sols de la commune en 2018 (CLC).

### Voies de communications et transports

#### Voies routières
- A31 (aussi appelée autoroute de Lorraine-Bourgogne).

#### Transports en commun

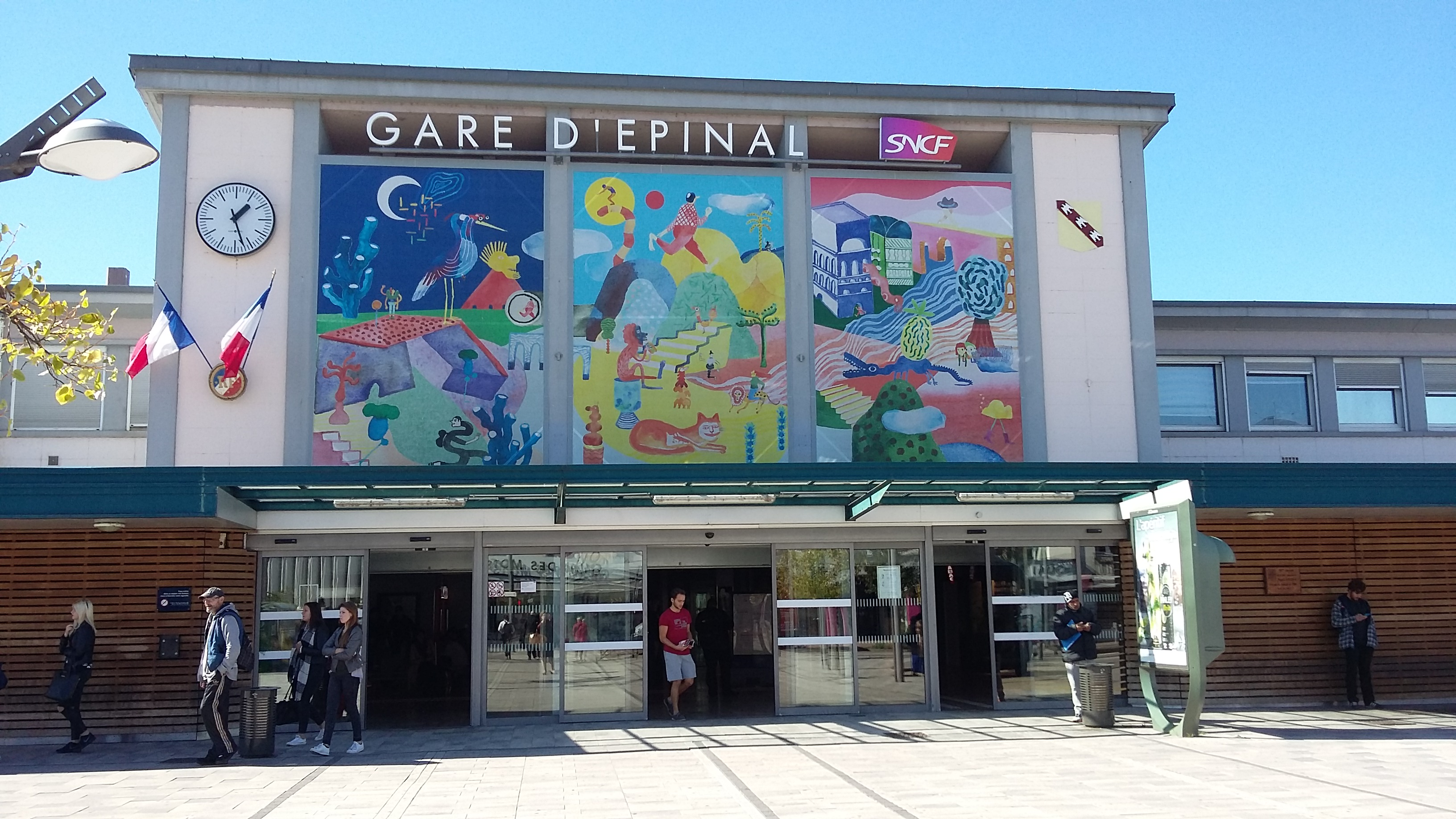
Gare d'Épinal. Fresque extérieure

- Fluo Grand Est.

#### Lignes SNCF
- Gare d'Épinal,
- Gare de Thaon,
- Gare d'Hymont - Mattaincourt
- Ancienne Gare de Mirecourt
- Ancienne Gare de Châtel - Nomexy

#### Transports aériens
- Aéroport d'Épinal-Mirecourt « Vosges Aéroport ».

À partir de l'été 2021, l’aéroport d’Épinal-Mirecourt devient le pélicandrome de la Zone Est et servira ainsi de base de ravitaillement et d’intervention pour les avions bombardiers d’eau Q Series ou de Havilland Canada DHC-8, aussi connu sous le nom de Dash 8.

## Toponymie
Le nom de la localité est attesté sous les formes Bouquegneix (1295) ; Boqueneis (1309) ; Bouqueigney, Boquegneix (XIVe siècle) ; Boucquegney (1504) ; Bouquegney (1505) ; Bocquegney (XVIe siècle) ; Bucquegney (1656) ; Boquegney (1683).

## Histoire
Le nom du village, Bouqeugneix, est attesté dès 1295. La seigneurie de Bocquegney appartenait au chapitre de Remiremont et au baron de Darnieulles. Le ban de Bocquegney, comprenant aussi Fomerey, appartenait au bailliage de Darney. Au spirituel, Bocquegney dépendait d’Hennecourt.
De 1790 à l’an IX, Bocquegney faisait déjà partie du canton de Dompaire. Depuis 2014, la commune appartient au canton de Charmes.
La commune de Bocquegney fut libérée par la 2e DB du Général Leclerc, le 15 septembre 1944, après les durs combats dont la célèbre bataille de chars de Dompaire. Un de ces soldats de la 2e DB fut tué et brûla dans son char "Argonne" appartenant à la 3e compagnie du 501e régiment de chars de combat du capitaine Branet. Robert Wasson, aide-pilote de 22 ans, engagé seulement depuis le 25 août 1944 à Paris, laissait une jeune veuve. Ce fut le seul combat sur la commune marquant le départ de l'occupant qui recula vers Épinal. Ce char fut détruit par un antichar allemand posté en bordure de la route départementale 166. Trois autres occupants du char furent brûlés plus légèrement et un seul fut indemne de toute blessure. Depuis 2003, Robert Wasson est inscrit sur le monument aux morts de la commune.

## Politique et administration

### Découpage territorial
Par arrêté préfectoral du 15 septembre 2023, la commune est retirée le 1er janvier 2024 de l'arrondissement d'Épinal et rattachée à l'arrondissement de Neufchâteau.

### Liste des maires
| Période                                  | Période                       | Identité          | Étiquette | Qualité        |
| ---------------------------------------- | ----------------------------- | ----------------- | --------- | -------------- |
| Les données manquantes sont à compléter. |                               |                   |           |                |
| avant 1981                               | ?                             | François Gille    |           |                |
| avant mars 2001                          | En cours (au 18 février 2015) | Jean-Marie Thomas | DVD       | Cadre bancaire |

### Budget et fiscalité 2022
En 2022, le budget de la commune était constitué ainsi :
- total des produits de fonctionnement : 112 000 €, soit 801 € par habitant ;
- total des charges de fonctionnement : 96 000 €, soit 683 € par habitant ;
- total des ressources d'investissement : 27 000 €, soit 190 € par habitant ;
- total des emplois d'investissement : 38 000 €, soit 274 € par habitant ;
- endettement : 1 000 €, soit 4 € par habitant.

Avec les taux de fiscalité suivants :
- taxe d'habitation : 23,54 % ;
- taxe foncière sur les propriétés bâties : 41,97 % ;
- taxe foncière sur les propriétés non bâties : 26,31 % ;
- taxe additionnelle à la taxe foncière sur les propriétés non bâties : 0,00 % ;
- cotisation foncière des entreprises : 0,00 %.

Chiffres clés Revenus et pauvreté des ménages en 2021 : médiane en 2021 du revenu disponible, par unité de consommation : 23 520 €.

## Population et société

### Démographie

#### Évolution démographique
Ses habitants sont appelés les Bocqueynois.
L'évolution du nombre d'habitants est connue à travers les recensements de la population effectués dans la commune depuis 1793. Pour les communes de moins de 10 000 habitants, une enquête de recensement portant sur toute la population est réalisée tous les cinq ans, les populations de référence des années intermédiaires étant quant à elles estimées par interpolation ou extrapolation. Pour la commune, le premier recensement exhaustif entrant dans le cadre du nouveau dispositif a été réalisé en 2006.

En 2022, la commune comptait 133 habitants, en évolution de −0,75 % par rapport à 2016 (Vosges : −2,96 %, France hors Mayotte : +2,11 %).
| 1793 | 1800 | 1806 | 1821 | 1831 | 1836 | 1841 | 1846 | 1856 |
| ---- | ---- | ---- | ---- | ---- | ---- | ---- | ---- | ---- |
| 136  | 155  | 138  | 144  | 161  | 162  | 184  | 193  | 180  |

| 1861 | 1866 | 1876 | 1881 | 1886 | 1891 | 1896 | 1901 | 1906 |
| ---- | ---- | ---- | ---- | ---- | ---- | ---- | ---- | ---- |
| 188  | 173  | 161  | 150  | 155  | 131  | 140  | 141  | 130  |

| 1911 | 1921 | 1926 | 1931 | 1936 | 1946 | 1954 | 1962 | 1968 |
| ---- | ---- | ---- | ---- | ---- | ---- | ---- | ---- | ---- |
| 135  | 101  | 116  | 108  | 117  | 92   | 97   | 106  | 101  |

| 1975 | 1982 | 1990 | 1999 | 2006 | 2011 | 2016 | 2021 | 2022 |
| ---- | ---- | ---- | ---- | ---- | ---- | ---- | ---- | ---- |
| 81   | 87   | 87   | 103  | 125  | 127  | 134  | 134  | 133  |

### Enseignement
Établissements d'enseignements :
- Écoles maternelles et primaires à Hennecourt, Damas-et-Bettegney, Darnieulles, Uxegney, Sanchey, Chaumousey.
- Collèges à Dompaire, Thaon-les-Vosges, Golbey, Épinal.
- Lycées à Thaon-les-Vosges, Harol, Épinal.

### Santé
Professionnels et établissements de santé :
- Médecins à Damas-et-Bettegney, Darnieulles, Uxegney, Girancourt, Chaumousey, Dompaire, Les Forges, Thaon-les-Vosges.
- Pharmacies à Uxegney, Girancourt, Chaumousey, Dompaire, Les Forges, Thaon-les-Vosges.
- Hôpitaux à Ville-sur-Illon, Thaon-les-Vosges, Golbey, Épinal.

### Cultes
- Culte catholique, Paroisse de la Croix de Virine[29], Diocèse de Saint-Dié.

## Économie

### Entreprises et commerces

#### Agriculture
- Culture de céréales, de légumineuses et de graines oléagineuses.
- Élevage d'autres animaux.

#### Tourisme
- Hébergements et restauration à Sanchey, Épinal, Vincey, Rugney, Mirecourt.

#### Commerces
- Commerces et services de proximité.

## Culture locale et patrimoine

### Lieux et monuments
Début 2017, la commune est « réputée sans clochers ».
- Patrimoine rural recensé par le service régional de l'Inventaire général du patrimoine culturel[31].
- Puits communal, appelé Puits Romain, construit en 1824[32],[33].
- Monument aux morts[34].

### Personnalités liées à la commune
- Robert Wasson, aide pilote du char Argonne 501e régiment de chars de combat (501° RCC) section de commandement 3°cie[35],[36].

## Pour approfondir